# Chaetodon ulietensis
Chaetodon ulietensis, conosciuto anche con il nome comune pesce farfalla dalle due selle, è un pesce d'acqua salata appartenente alla famiglia dei Chaetodontidae.

## Distribuzione e habitat
È una specie di pesce farfalla diffusa nella regione indo-pacifica, dalle coste orientali africane, fino alle Maldive, Insulindia, Mar del Giappone, Isole del Pacifico e coste occidentali americane. Vive in zone tropicali associato alle formazioni madreporiche, in acque con temperatura tra i 24 e i 27 °C, prediligendo fondali poco profondi delle lagune comprese tra la terraferma e la barriera corallina. Si incontra da 2 a 20 m di profondità.

## Descrizione
Presenta corpo ovaloide e fortemente compresso ai fianchi. Il muso è allungato. La pinna dorsale copre tutto il dorso ed è di colore giallo; è costituita da 12 spine.

La livrea è per due terzi bianca con due bande scure e strisce grigie verticali e per un terzo di colore giallo vivace con una macchia nera in prossimità dell'attaccatura della pinna caudale.
Il muso è grigio chiaro con una banda verticale nera in prossimità degli occhi.
Può raggiungere i 15 cm di lunghezza.

## Comportamento
Vive da solo in coppia o in piccoli gruppi. Specie territoriale, vive nelle zone ricche di coralli, nelle lagune degli atolli; è raro incontrarlo nel versante del reef che guarda verso il mare aperto.

## Alimentazione
Si nutre essenzialmente di alghe, microfauna recifale e piccoli invertebrati.